# Robert Armin

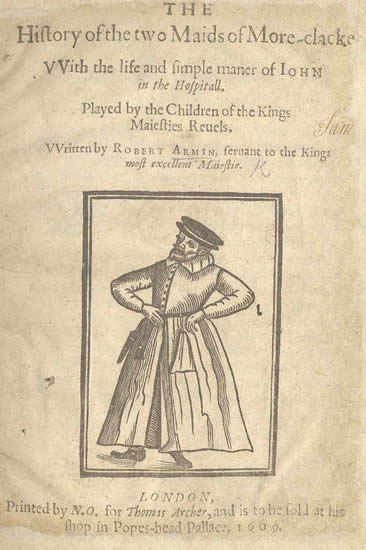
Titelblad van The History of the Two Maids of More-clacke met een afbeelding van Armin, 1609

Robert Armin (King's Lynn, Norfolk, Engeland, ca. 1568 – 1612) maakte furore als acteur bij de Lord Chamberlain's Men, het toneelgezelschap van William Shakespeare. Na het vertrek van Will Kemp werd hij de belangrijkste komiek bij het gezelschap.
Robert Armin was de zoon van een succesvol kleermaker. In 1581 ging hij in de leer bij een goudsmid in Londen, waar hij bevriend raakte met de befaamde clown Richard Tarleton, een favoriet van Elizabeth I. Deze herkende zijn talent en nam hem onder zijn hoede. Ergens in de jaren 1590 was hij als acteur actief bij het gezelschap van Baron Chandos, waarover weinig bekend is, maar dat vermoedelijk door de provincie reisde. Ook gaf hij solovoorstellingen.
In 1599 sloot hij zich aan bij Shakespeares gezelschap, mogelijk als opvolger van Will Kempe. Daar groeide hij uit tot een van de belangrijkste komische acteurs van zijn tijd. Hij speelde vele rollen als clown en nar in stukken van Shakespeare. Zo speelde hij Dogberry in Much Ado About Nothing en de rol van Touchstone in As You Like It; deze laatste rol lijkt speciaal voor hem geschreven te zijn, die van een nar die wijzer en scherper van geest is dan de hogergeplaatsten in het toneelstuk. Verder zijn dergelijke rollen van hem bekend in King Lear, Othello, All's Well That Ends Well en Hamlet.
Armin schreef ook zelf. Hij droeg een belangrijk deel bij aan een stuk waar hij in speelde, The History of the Two Maids of More-clacke, dat in 1609 werd gepubliceerd. Verder schreef hij het satirische prozawerk Foole upon Foole, or, Six Sorts of Sottes, dat verscheen in 1605 en dat later werd uitgebreid en in 1608 werd uitgegeven onder de titel A Nest of Ninnies. Hij produceerde in 1609 een vertaling in verzen van een oorspronkelijk Italiaans verhaal onder de titel The Italian Taylor and his Boy.